# Пожар в тюрьме Тангеранга

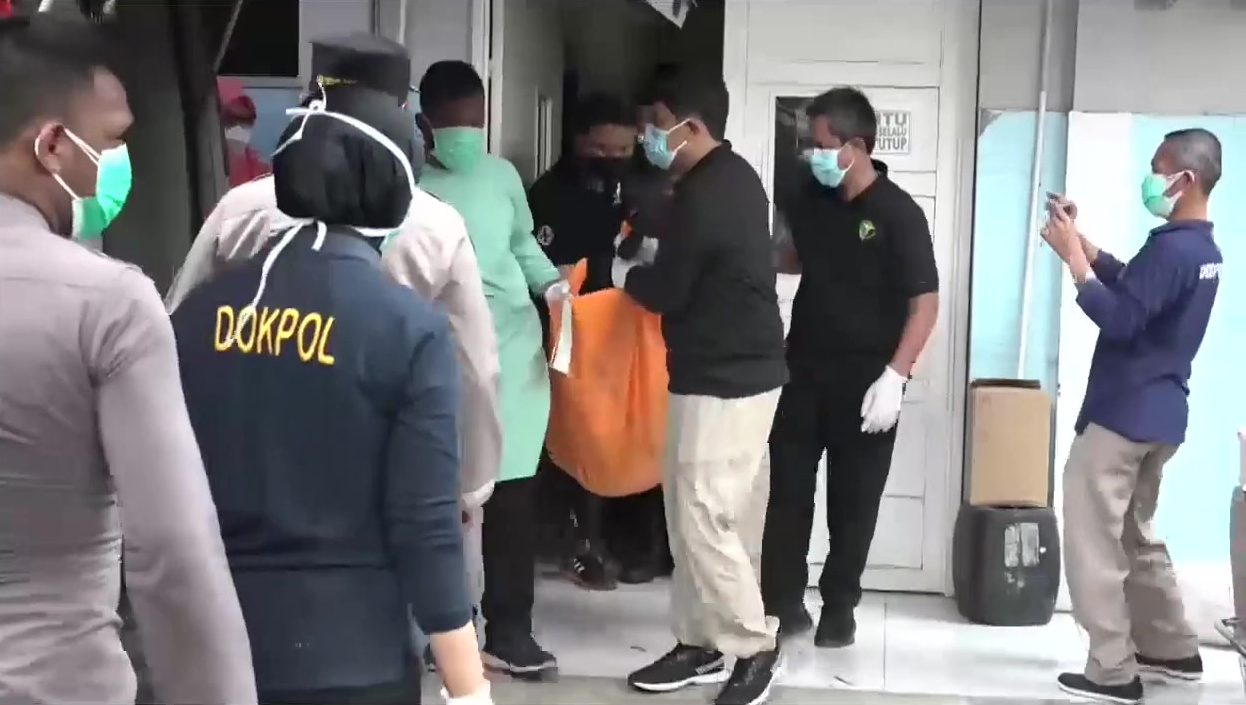
Переноска тел пострадавших

Пожар в тюрьме Тангеранга — крупнейшего города индонезийской провинции Бантен, расположенной в западной части острова Ява — произошёл 8 сентября 2021 года. В результате погибли 46 человек и 77 получили ранения.

## Пожар
Годами индонезийская пенитенциарная система не справляется с числом заключённых. На это влияют строгие государственные законы против наркотиков и практика заключения виновных по преступлениям, связанных с наркотиками, вместо реабилитации. В секторе С (Chandiri Nengga), где вспыхнул пожар, пребывали осуждённые за преступления, связанные с наркотиками. Сама тюрьма Тангеранга первого класса была рассчитана на 600 заключённых, но в ней содержались свыше 2 тысяч. Сектор С был построен для содержания 38 заключённых, но ко времени пожара в нём содержались 122 человека.     
Пожар стал самым масштабным по числу жертв в Индонезии после пожара 2017 года в той же тюрьме, погубившим как минимум 49 человек.
Пожар начался в 01.45 по местному времени, само небольшое возгорание началось в секторе С2. Тюремный служащий Ян Софьян услышал крики из камер сектора. Надзиратели и охранники пытались эвакуировать всех зеков из сектора, но смогли вывести только 20 человек. Согласно тюремным протоколам зеки содержались в запертых камерах и с распространением огня тюремщикам не удалось открыть все камеры. Все погибшие находились в запертых камерах. Пожарные были незамедлительно оповещены о пожаре, к месту прибыли 30 пожарных машин. Пожарные прибыли на место в 02.00, распространение пожара было остановлено в 03.00, спустя два часа после начала пожара были погашены последние участки пламени.

## Последствия
По меньшей мере, 46 заключённых погибли , 8 получили серьёзные травмы, 73 — лёгкие повреждения. Раненых отвезли в госпиталь Ситанала и в Tangerang Regency General Hospital. Тела погибших доставили в Центральный полицейский госпиталь для проведения дальнейшего расследования.
Большинство погибших были осуждены за преступления, связанные с наркотиками, остальные за терроризм и убийства. Два зека были иностранцами: один из ЮАР, другой из Португалии. Все раненые зеки были осуждены за преступления, связанные с наркотиками.   
К месту происшествия немедленно прибыли различные представители властей. Шеф полиции Джакарты, генеральный инспектор М. Фадиль прибыл утром и приказал 150 полицейским (в основном из корпуса мобильных бригад) обезопасить тюремный периметр. Вскоре (к 10.00) прибыли министр по делам юстиции и прав человека Ясонна Лаоли и  его заместитель Шариф Хьярей.  
Сьярифуддин Суддинг, член Совета народных представителей индонезийского парламента, потребовал привлечь к ответственности Лаоли в связи с пожаром, на что тот ответил созданием пяти групп по расследованию инцидента, каждая группа отвечала за определение личности жертв, похороны, компенсации семьям погибших, координацией расследования и связям с общественностью.    
Первоначальное расследование установило, что пожар был вызван коротким замыканием. 
Президент Индонезии Джоко Видодо объявил через своего пресс-секретаря Фаджроэля Рахмана о своих соболезнованиях семьям пострадавших и заявил, что по его ожиданиям  катастрофа могла быть устранена с небольшим количеством жертв.
После пожара Лаоли объявил о компенсациях семьям погибших. Каждый близкий родственник погибшего получит 30 млн. индонезийских рупий (2120 американских долларов). Мэр Тангеранга Ариф Рахадьоно Висмансьях объявил, что город окажет финансовую помощь родственникам пострадавших.